# حكمت حكيم
حكمت حكيم وهو سياسي عراقي كلداني.
حاصل على البكالوريوس في الحقوق من جامعة البصرة عام 1970 وشهادة الماجستير والدكتوراه من جامعة موسكو عام 1976.
عضو هيئه تدريس في جامعة التحدي بمدينة سرت الليبية من الفترة 1990 إلى 1999.
عمل مستشارا قانونيا في المجلس الشعبي الكلداني السرياني الآشوري.
عمل الراحل في سكرتارية مجلس الحكم ومستشارا قانونيا في اللجنة الدستورية للدستور العراقي وعضوا في لجنة صياغة الدستور الحالي، ثم شغل منصب عضو في الجمعية الوطنية الانتقالية المؤقتة عامي 2004 و2005. ثم عضوا في هيئة رئاسة الدستور ومستشارا لرئيس الجمهورية.